# Door-to-door (marketing)
Door-to-door (z ang. – od drzwi do drzwi) – w marketingu i marketingu politycznym sposób prowadzenia kampanii reklamowych lub wyborczych, polegający na bezpośrednich odwiedzinach – spotkaniu akwizytora z klientem lub kandydata politycznego z wyborcą.
W marketingu door-to-door wykorzystywany jest do promocji towaru, sprzedaży próbek produktów, zawierania umów, wypełniania ankiet. Sposób taki pozwala uzyskać bezpośredni kontakt z grupą docelową zamieszkującą dany obszar.
Działalność religijna. Niektóre grupy religijnie, np. Świadkowie Jehowy prowadzą działalność ewangelizacyjną (od drzwi do drzwi) jako ich podstawową działalność kaznodziejską, polegająca na odwiedzaniu wszystkich domów (mieszkań) na wyznaczonym do służby kaznodziejskiej terenie osobistym.